# Magnum (energiecentrale)
Magnum is een energiecentrale van RWE aan de Eemshaven in de Nederlandse provincie Groningen. Het bedrijf nam de centrale over van Vattenfall op 30 september 2022.

## Eerste fase
Het toenmalige Nuon startte in 2009 met de bouw van de multi-fuelcentrale Magnum. De centrale vergde een investering van ongeveer € 1 miljard. In juni 2013 werd de centrale officieel in gebruik genomen. De centrale bestaat uit drie STEG’s waarbij iedere STEG-eenheid bestaat uit een gasturbine, een stoomturbine en een generator. Deze combinatie biedt een rendement van circa 58% en heeft een totaal elektrisch vermogen van ongeveer 1.311 MW, voldoende om zo'n 2 miljoen huishoudens van stroom te voorzien.

## Tweede fase
Het is de bedoeling dat later – in fase 2 – een kolenvergassingseenheid wordt bijgeplaatst, die geschikt is voor vergassing van kolen en een kolen/biomassamengsel. Daarmee wordt dit een grote broer van de Willem-Alexander Centrale in Buggenum (gesloten 1 april 2013). Deze laatste centrale had een CO2-afvanginstallatie gebouwd. Het opgevangen CO2 kan worden opgeslagen in lege gasvelden in de buurt. Verder kunnen in de centrale 'secundaire brandstoffen' verbrand worden. Dat zou bijvoorbeeld stookolie kunnen zijn. Vanwege de geschiktheid voor zowel aardgas, steenkool als een steenkool/biomassamengsel, wordt het een multi-fuelcentrale genoemd.
In april 2011 zijn de plannen voor de fase 2 uitgesteld. De ontwikkeling van de grondstofprijzen en het gebrek aan draagvlak voor op opslag van CO2 werden als redenen genoemd om de investeringsbeslissing niet op korte termijn te nemen. Nuon nam in de resultaten over het eerste halfjaar van 2011 een last van € 29 miljoen als direct gevolg van dit besluit. Dit bedrag was reeds geïnvesteerd in vergassingstechnologie en CO2-afvang die volledig is afgeschreven. Nuon heeft in overleg met natuur- en milieuorganisaties besloten dat Magnum in ieder geval tot 2020 een gascentrale blijft. In maart 2016 viel het besluit om definitief geen kolen te verstoken in deze centrale.

## Superbatterij met ammoniak
In maart 2016 maakte Nuon plannen bekend om voor de bestaande Magnumcentrale helemaal over te stappen op productie, opslag en verbranding van ammoniak (NH3). De ammoniak zou verkregen gaan worden uit een zogenaamd 'power to ammonia'-proces met gebruik van overtollige stroom uit windenergie. De overtollige energie wordt gebruikt om ammoniak te maken. Dit wordt in vloeibare vorm opgeslagen en kan later als brandstof worden ingezet in plaats van aardgas. Bij de verbranding van ammoniak komt geen koolstofdioxide vrij. Er kleeft wel een aantal grote nadelen aan deze technologie. Zo is de productie van ammoniak zeer energie-intensief en wordt deze energie niet teruggewonnen. Daarnaast is ook de productie van waterstofgas, benodigd voor de ammoniak, niet erg energie-efficiënt. Daarom zal slechts een klein gedeelte van de elektriciteit uit windturbines, die eerst wordt omgezet in waterstof, en daarna in ammoniak, uiteindelijk weer als elektriciteit worden geproduceerd.

## Blackstartfaciliteit
Op 1 januari 2018 heeft Nuon de Magnumcentrale beschikbaar gesteld als een blackstartinstallatie. Voor deze installatie is een bestaande gasturbinegenerator gebruikt. Deze generator is samen met een dieselgenerator aangesloten op een van de eenheden van de Magnumcentrale. In het geval van een grote stroomuitval wordt de blackstartinstallatie gebruikt om de centrale op te starten. Netwerkbeheerder Tennet heeft verdeeld over Nederland een aantal blackstartinstallaties in beheer.